# Marian Okulicz-Kozaryn
Marian Okulicz-Kozaryn (ur. 11 lipca 1897 w majątku Wymno, zm. 13 lutego 1955) – rotmistrz Wojska Polskiego, kawaler Orderu Virtuti Militari.

## Życiorys
Marian Okulicz-Kozaryn urodził się 11 lipca 1897 roku w majątku Wymno, w powiecie witebskim, w rodzinie szlacheckiej pieczętującej się herbem Dryja. W maju 1916 roku rozpoczął służbę wojskową w rosyjskim 19 Archangielskim pułku dragonów, z którego w październiku skierowany został do szkoły oficerów kawalerii armii Aleksandra Kiereńskiego. Awansował na podporucznika i na Froncie Rumuńskim dowodził plutonem w Czarnomorskim Pułku Konnym. Po rozpadzie armii rosyjskiej i pomimo ukraińskiej agitacji, zorganizował we wsi Kolibare (Rumunia) konny pluton polski, a w grudniu 1917 roku zbiegł z nim do dywizjonu polskiego, który 30 stycznia został przeformowany w 6 pułk ułanów. Służył do maja 1918 roku w 6 pułku ułanów II Korpusu Polskiego płk. Józefa Hallera.
Po rozbrojeniu pułku powrócił do kraju. W listopadzie 1918 roku w Warszawie i rejonie Białegostoku brał udział w rozbrajaniu Niemców. Jako podporucznik został w grudniu 1918 roku przydzielony do 10 pułku Ułanów Litewskich z którym brał udział w wojnie polsko-bolszewickiej. 28 lutego 1921 roku zatwierdzony z dniem 1 kwietnia 1920 roku w stopniu porucznika, w kawalerii, w grupie oficerów byłych Korpusów Wschodnich i byłej armii rosyjskiej. 23 lipca 1920 roku został ciężko ranny w lewą nogę i do stycznia 1922 roku przebywał na leczeniu szpitalnym, z którego powrócił do 10 pułku ułanów w Białymstoku. Za udział w walkach odznaczony został Orderem Virtuti Militari i trzykrotnie Krzyżem Walecznych (1921 rok). W 1926 roku odznaczony Srebrnym Krzyżem Zasługi za zasługi w służbie wojskowej. 12 kwietnia 1927 roku awansował na rotmistrza ze starszeństwem z dniem 1 stycznia 1927 roku i 50. lokatą w korpusie oficerów kawalerii.
Następnie był II oficerem sztabu w Dowództwie 1 Dywizji Kawalerii w Białymstoku. W maju 1925 roku został przydzielony na stanowisko oficera sztabu do Dowództwa VIII Brygady Kawalerii w Wołkowysku, która w kwietniu następnego roku została przemianowana na XVIII Brygadę Kawalerii. Od 2 listopada 1927 roku był słuchaczem kursu doskonalącego oficerów młodszych w Obozie Szkolnym Kawalerii w Grudziądzu. W lipcu 1928 roku został przeniesiony do 10 pułku ułanów. W tym samym roku nadano mu Medal Pamiątkowy za Wojnę 1918–1921 i Medal Dziesięciolecia Odzyskanej Niepodległości. Z dniem 15 października 1928 roku został słuchaczem dziesięciomiesięcznego oficerskiego kursu specjalizującego instruktorów jazdy konnej w Centrum Wyszkolenia Kawalerii w Grudziądzu. W macierzystym oddziale zajmował kolejno stanowiska: dowódcy plutonu, oficera mobilizacyjnego i dowódcy szwadronu. Jako oficer pułku w marcu 1932 roku ukończył VIII kurs informacyjno-wywiadowczy przy Oddziale II SG.
Przeniesiony do KOP 10 marca 1934 roku do dyspozycji Szefa Wywiadu, który przydzielił go 12 marca do Placówki Wywiadowczej KOP nr 1 Suwałki. 30 marca przybył do Suwałk. 22 czerwca 1934 roku zmarła mu żona Krystyna. Ponieważ placówka została dyslokowana do Grodna, od 1 listopada 1934 roku pozostał jako jej oficer eksponowany w Suwałkach. Uczestnik kursu informacyjnego dowództwa KOP w Warszawie od maja do czerwca 1935 roku. W czerwcu 1936 roku przeniesiono go na stanowisko referenta ds. walki z przemytem Placówki Wywiadowczej KOP nr 2 „Wilno”. Prawdopodobnie w okresie letnim 1936 roku prowadził w jednostkach KOP i Straży Granicznej (m.in. w Łomży, we Lwowie i Kołomyi) szkolenia informacyjno-wywiadowcze. 24 listopada 1937 roku nadano mu Odznakę KOP „Za służbę graniczną”, a 10 marca 1938 roku Brązowy Medal za Długoletnią Służbę. W marcu 1939 roku był na stanowisku oficera Placówki Wywiadowczej KOP nr 3 „Głębokie”, a prawdopodobnie w sierpniu tegoż roku ponownie oficerem do walki z przemytem Placówki Wywiadowczej KOP nr 2. W związku z agresją sowiecką we wrześniu 1939 roku wraz z oddziałami Batalionu KOP „Orany” przeszedł granicę polsko-litewską i został internowany w obozie w Olicie na Litwie.

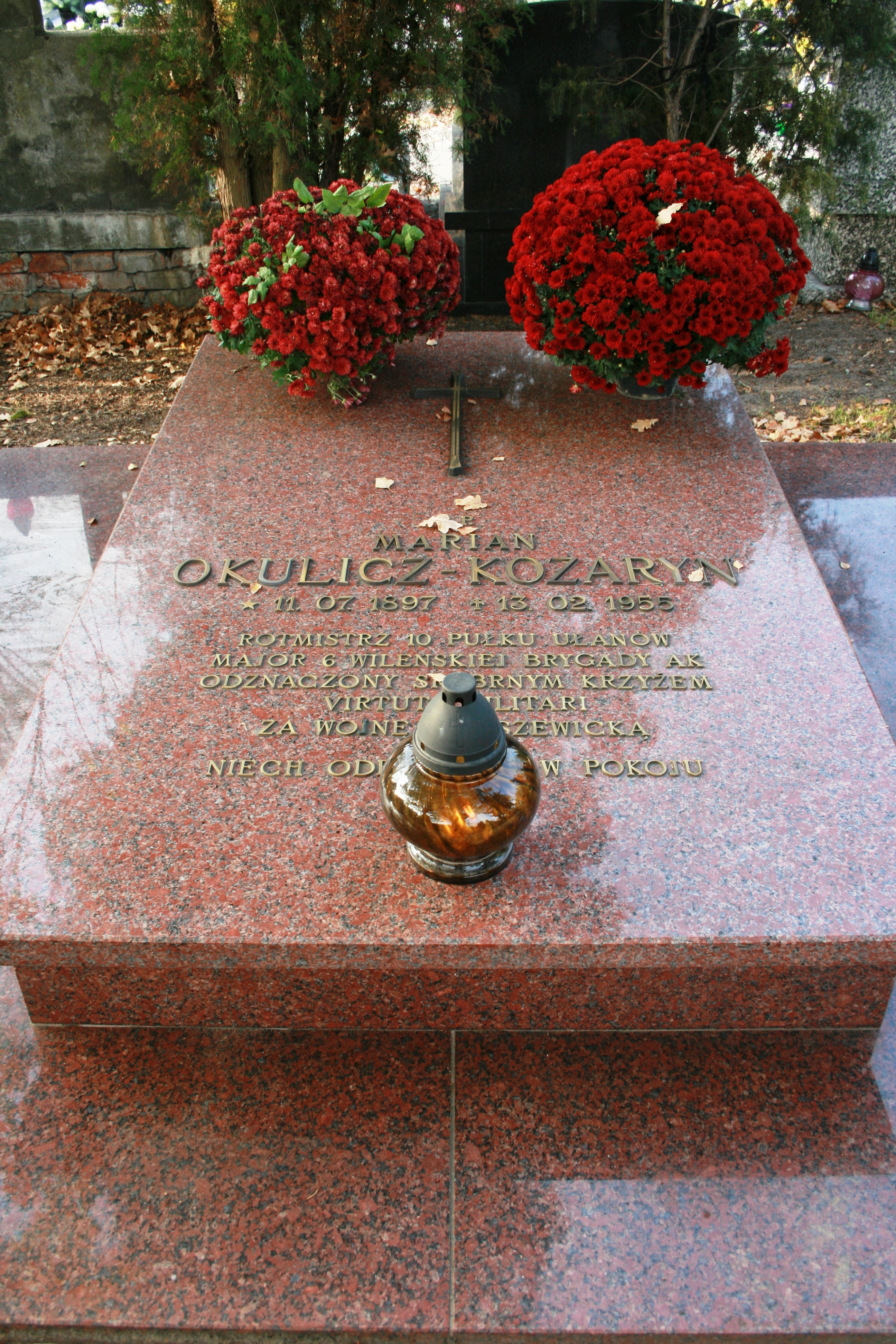
Grób Mariana Okulicz-Kozaryna na Cmentarzu Wojskowym na Powązkach

W listopadzie 1939 roku, po ucieczce z obozu, powrócił do Wilna. Pracował i brał udział w konspiracji Związku Wolnych Polaków, a następnie ZWZ-AK. 17 września 1943 roku został aresztowany. Do listopada przebywał w obozie karnym w Prawieniszkach, z którego uciekł. Po ucieczce ukrywał się przed Niemcami. W maju 1944 roku pod pseudonimem „Dryja” przyjęto go do 6 Wileńskiej Brygady AK na stanowisko oficera (szefa) wywiadu i kontrwywiadu. W lipcu 1944 roku jako dowódca kompanii uczestniczył w operacji „Ostra Brama”, w trakcie której został ciężko raniony w twarz.
W lipcu 1945 roku został repatriowany do Polski. Od połowy 1946 roku mieszkał i pracował jako urzędnik w Jeleniej Górze. W tym czasie współpracował z konspiracyjną organizacją Wolność i Niepodległość. 2 kwietnia 1951 roku został aresztowany przez funkcjonariuszy Urzędu Bezpieczeństwa. Oskarżony o szpiegostwo i skazany na karę 15 lat więzienia. Podczas odbywania kary ujawniono u niego chorobę nowotworową. Zmarł 13 lutego 1955 roku podczas warunkowego zawieszenia kary. Pochowany na Cmentarzu Wojskowym na Powązkach (kwatera HIII-2-3). Staraniem drugiej żony Bronisławy, bezpodstawny wyrok sądu został unieważniony.

## Ordery i odznaczenia
- Krzyż Srebrny Orderu Wojskowego Virtuti Militari nr 3503 – 1921[13]
- Krzyż Walecznych (trzykrotnie)
- Medal Niepodległości (23 grudnia 1933)[14]
- Srebrny Krzyż Zasługi (dwukrotnie[15]: po raz pierwszy 18 marca 1932[16])
- Brązowy Medal za Długoletnią Służbę
- Medal Pamiątkowy za Wojnę 1918–1921 (1928)
- Medal Dziesięciolecia Odzyskanej Niepodległości (1928)
- Odznaka pamiątkowa KOP „Za służbę graniczną”